# Окружний суд Південного округу Нью-Йорка
Окружний суд Сполучених Штатів для Південного округу штату Нью-Йорк (англ. United States District Court for the Southern District of New York, у цитуваннях справ код S.D.N.Y.) — федеральний окружний суд для Південного округу штату Нью-Йорк, США, відноситься до Апеляційного суду другого округу США. Голова суду — Лора Тейлор Свейн. Окружний суд Південного округу Нью-Йорка є одним із найважливіших та найактивніших федеральних окружних судів у США. Під юрисдикцією суду перебувають важливі фінансові центри міста Нью-Йорк. Окружним прокурором для південного округу з жовтня 2021 року є Деміан Вільямс.

## Юрисдикція
Юрисдикція Окружного суду Південного округу Нью-Йорка розповсюджується на округи Нью-Йорк (Мангеттен), Бронкс, Вестчестер, Рокленд, Патнем, Орандж, Дачесс і Салліван і набирає присяжних з цих округів. Суд також поділяє юрисдикцію над водами округів Кінгс, Нассау, Квінз, Річмонд і Саффолк з Окружним судом США Східного округу Нью-Йорка. Суд розглядає справи в Мангеттені, Вайт-Плейнс і Пукіпсі, Нью-Йорк.
Уряд США в цивільних та кримінальних справах в суді представляє Прокуратура Південного округу Нью-Йорка. Станом на 2 грудня 2023 року Окружним прокурором для південного округу з жовтня 2021 року є Деміан Вільямс.
Суд засідає в Федеральному будинку правосуддя імені Тургуда Маршалла і Федеральній будівлі правосуддя імені Деніела Патріка Мойнігана, обидва розташовані на Мангеттені, а також у Федеральній будівлі правосуддя імені Чарльза Л. Браянта-молодшого в Вайт-Плейнс.

## Апеляції
Як правило, рішення Окружного суду Південного округу Нью-Йорка оскаржуються до Апеляційного суду другого округу США. Рішення в патентних справах, деяких справах проти уряду США, а також деяких інших справах оскаржуються до Апеляційного суду федерального округу США.

## Історія
24 вересня 1789 було ухвалено Закон про судоустрій 1789 року, згідно з яким було утворено Окружний суд Сполучених Штатів Округу Нью-Йорк — один з 13 перших судів у США. Цей суд віднесли до Східного апеляційного округу.  Після реорганізації федеральних судів 1801 року Округ Нью-Йорк було віднесено до Другого апеляційного округу, до якої належить донині. Суд спершу складався із одного суді, проте в 1812 році було введено посаду другого судді. Поміж ними наростали конфлікти, що призвело до розділу суду на два. 
9 квітня 1814 Окружний суд Округу Нью-Йорк був поділений на Окружний суд Північного округу та Окружний суд Південного округу. 25 лютого 1865 та 12 травня 1900 від цих округів були відділенні відповідно Східний та Західний округи. 

## Резонансні справи
- В 1913 та 1914 роках в суді розглядались справи щодо компенсацій за тілесні ушкодження та загибель людей в результаті затоплення британського трансатлантичного пароплава «Титанік».[14]
- В 1933 році суддя Джон М. Вулсі відхилив спроби уряду заборонити розповсюдження роману «Улісс» Джеймса Джойса.[15]
- В 1951 році в суді розглядалась справа Джуліуса та Етель Розенбергів, яких звинувачували в шпигунстві, а саме, в постачанні інформації про розробку атомної бомби СРСР.[16][17]
- В 1971 році суддя Мюррей Герфейн відхилив спроби уряду заборонити New York Times публікувати документи Пентагону.[18]
- В 1982—1984 роках суд розглядав позови генерала Вільяма Вестморленда і ізраїльського генерала Арієля Шарона про наклеп проти американської телерадіомережі CBS і журналу Time.[19][20][21]
- В 2007 році до суду компанією Теленор подавався позов до компаній «Альпрен» та «Сторм» (контрольованих компанією Альтімо) у ході корпоративної війни за «Київстар». [22] Судове рішення було прийнято на користь Теленор.[23] Апеляційний суд другого округу США підтвердив рішення Окружного суду Південного округу Нью-Йорка.[24]
- В 2008 році суд видав ордер на арешт Віктора Бута, підозрюваного у міжнародній незаконній торгівлі озброєнням. [25]
- В 2009 році суд засудив американського підприємця та фінансиста Бернарда Мейдоффа, звинуваченого в шахрайстві та відмиванні грошей, до 150 років ув'язнення та Френка Діпаскалі до 125 років ув'язнення з повною конфіскацією майна («Афера Бернарда Мейдоффа»). [26]
- В 2009 році суд розглядав справу Джеймса Ніколсона, голови інвестиційної фірми, якого звинувачували в обмані інвесторів. Ніколсон отримав сорок років з конфіскацією майна. [26][27]
- В 2010 році суд видав ордер на арешт групи осіб (зокрема, Анни Чапман), звинувачених у шпигунстві на користь Російської Федерації. [28] Десять осіб, проти яких були висунуті обвинувачення, визнали себе винними, що було частиною процесу обміну шпигунами.[29] Обмін відбувся в липні 2010 року у Відні.[30]
- В 2011 році суд прийняв позови Юлії Тимошенко (від її імені та імені декількох інших посадовців) проти Дмитра Фірташа (спів-власник РосУкрЕнерго) та групи американських фізичних осіб та компаній (серед фізичних осіб — Пол Манафорт, Бред Заксон, серед компаній — Надра банк, РосУкрЕнерго, CMZ Ventures, LLC, Dynamic Group, Barbara Ann Holdings LLC, Vulcan Properties, Inc) щодо наявності злочинної змови у 2010 при розгляді справи між «РУЕ» та «Нафтогазом» у Стокгольмському арбітражі. [31][32][33] Тимошенко кілька разів змінювала позов. В остаточному варіанті позову вона стверджувала, що внаслідок досягнутих нею домовленістю на переговорах з Росією щодо постачання газу компанія РосУкрЕнерго, 45 % якої належало Дмитру Фірташу, понесла значні втрати, і Фірташ вирішив відповісти шляхом підтримки її політичного опонента, Віктора Януковича, та підкупу посадовців, які організували «систематичне політичне переслідування» Тимошенко та інших осіб, від імені яких вона подала позов. В 2013 році суд відхилив позови проти РосУкренерго та Надра банку через брак юрисдикції[32][33]. Крім того, в 2013 році суд відхилив позов проти американських фізичних осіб та компаній, через брак доказів того, що ув'язнення Тимошенко та інших позивачів було свавільним, та через брак доказів того, що американські відповідачі сприяли порушенню українськими відповідачами американського законодавства (закону про відшкодування іноземцям шкоди, завданої порушенням міжнародного права або міжнародного договору, ратифікованого США) або що американські відповідачі підбурювали українських відповідачів порушити таке законодавство.[34] В 2014 році Тимошенко намагалась в черговий раз змінити позов, однак в 2015 році суд відмовив у дозволі змінити позов.[35]
- В 2011 році в суді почався процес над Віктором Бутом, якого підозрювали у міжнародній незаконній торгівлі озброєнням. 2 листопада 2011 рада присяжних визнала Бута винним за всіма статтями обвинувачення. [36] 5 квітня 2012 суддя винесла вирок — 25 років ув'язнення та 15 млн $ штрафу. [37] В грудні 2022 року президент США Джо Байден помилував Бута, якого обміняли на засуджену в Російській Федерації американську баскетболістку Бріттні Грайнер.[38]
- В 2018 році суд засудив Майкла Коена, який понад десять років працював особистим юридичним радником президента США Дональда Трампа, до «трьох років ув’язнення та мільйонних конфіскацій, реституції та штрафів». [39] після того, як  Коен визнав себе винним в порушенні законодавства про фінансування виборчих кампаній, ухиленні від сплати податків і наданні неправдивих свідчень під присягою в Конгресі США. [40]
- В 2023 році в суді проходив процес над президентом США Дональдом Трампом, в якому його звинувачували у здійсненні сексуального зловживання шляхом наклепу та цифрового проникнення. Позивачці Джин Керолл присудили загальну компенсацію в 5 мільйонів доларів США. [41]

## Судді
Судді окружних суддів призначаються Президентом США за згодою Сенату США. За всю історію суду від 1789 року його суддями побувало 145 уповноважених судді, більше аніж в будь-якому іншому окрузі США. Нині до складу суду входить 28 суддів.
Від моменту утворення Окружний суд штату Нью-Йорк складався із одного судді, за винятком 1812-14 років. При призначенні нових суддів старі округи ділилися до 1900 року. У 1903 вперше до складу Південного суду було призначено другого суддю, у подальшому до 1909 через кожні три роки додавалося по одній посаді. Впродовж усього століття чисельність суду зростала. Нинішній склад суду — 28 суддів триває від 1990 року, коли суд було збільшено на ще одну посаду. 
З 2021 року Головою суду є Лора Тейлор Свейн, яку призначили суддею Окружного суду Південного округу Нью-Йорка в 2000 році.